# Mycoplasma caviae
Mycoplasma caviae è una specie di batterio appartenente alla famiglia delle Mycoplasmataceae.